# Championnat d'Iran de football 2000-2001
Navigation
Saison précédente Saison suivante
La saison 2000-2001 du Championnat d'Iran de football est la dix-neuvième édition du championnat national de première division iranienne. Les douze meilleurs clubs du pays prennent part au championnat organisé par la fédération. Les équipes sont regroupées au sein d'une poule unique, où elles rencontrent leurs adversaires deux fois, à domicile et à l'extérieur. À l'issue du championnat, il n'y a aucune équipe reléguées et les deux meilleures équipes de deuxième division sont promues.
C'est le club d'Esteghlal Teheran qui remporte la compétition après avoir terminé en tête du classement final, avec quatre points d'avance sur le tenant du titre, le Persepolis FC et dix-sept sur le club de Saipa Karaj. C'est le 5e titre de champion d'Iran de l'histoire du club.
Avant le début de la saison, le club de Bahman Karaj FC subit une banqueroute. Sa licence ainsi que l'ensemble de son effectif est repris par le club de Paykan Qazvin FC, qui reprend ainsi la place vacante en première division.

## Les clubs participants
| - Esteghlal Teheran - Persepolis FC - Zob Ahan FC - Saipa Karaj - Paas Teheran - Esteghlal Rasht - Promu de D2 | - Fajr Sepasi - Paykan Qazvin FC (rachat de la licence du Bahman Karaj FC) - Sepahan Ispahan - Teraktor Sazi - Bargh Chiraz - Promu de D2 - Foolad Ahvaz |

## Compétition

### Classement
Le classement est établi sur le barème de points classique (victoire à 3 points, match nul à 1, défaite à 0).
| Rang | Équipe            | Pts | J  | G  | N  | P  | Bp | Bc | Diff |
| ---- | ----------------- | --- | -- | -- | -- | -- | -- | -- | ---- |
| 1    | Esteghlal Teheran | 50  | 22 | 15 | 5  | 2  | 52 | 21 | +31  |
| 2    | Persepolis FC T   | 46  | 22 | 13 | 7  | 2  | 36 | 16 | +20  |
| 3    | Saipa Karaj       | 33  | 22 | 8  | 9  | 5  | 29 | 27 | +2   |
| 4    | Zob Ahan FC       | 30  | 22 | 7  | 9  | 6  | 30 | 22 | +8   |
| 5    | Paykan Qazvin FC  | 28  | 22 | 7  | 7  | 8  | 19 | 29 | -10  |
| 6    | Paas Teheran      | 27  | 25 | 5  | 12 | 8  | 25 | 23 | +2   |
| 7    | Sepahan Ispahan   | 26  | 22 | 5  | 11 | 6  | 19 | 23 | -4   |
| 8    | Foolad Ahvaz      | 25  | 22 | 6  | 7  | 9  | 23 | 27 | -4   |
| 9    | Fajr Sepasi C     | 24  | 22 | 5  | 9  | 8  | 20 | 25 | -5   |
| 10   | Esteghlal Rasht P | 24  | 22 | 7  | 3  | 12 | 23 | 43 | -20  |
| 11   | Bargh Chiraz P    | 21  | 22 | 4  | 9  | 9  | 23 | 26 | -3   |
| 12   | Teraktor Sazi     | 17  | 22 | 5  | 2  | 15 | 18 | 35 | -17  |

|  | Qualification pour la Coupe des clubs champions 2001-2002                           |
|  | Qualification pour la Coupe des Coupes 2001-2002                                    |
|  | T : Tenant du titre C : Vainqueur de la Coupe d'Iran P : Promu de deuxième division |

## Bilan de la saison
| Championnat d'Iran de football 2000-2001                        |                                  |
| Champion                                                        | Esteghlal Teheran (5e titre)     |
| Coupes et trophées                                              |                                  |
| Vainqueur de la Coupe d'Iran 2000-2001                          | Fajr Sepasi                      |
| Qualifications continentales                                    |                                  |
| Coupe des clubs champions 2001-2002                             | Esteghlal Teheran                |
| Coupe des Coupes 2001-2002                                      | Fajr Sepasi                      |
| Promotions et relégations                                       |                                  |
| Promus en Championnat d'Iran de football                        | Malavan F.C.                     |
| Promus en Championnat d'Iran de football                        | Aboomoslem Mechhad               |
| Relégués en Championnat d'Iran de football de deuxième division | Aucun (passage de 12 à 14 clubs) |